# Ditha loricata
Ditha loricata är en spindeldjursart som beskrevs av Beier 1965. Ditha loricata ingår i släktet Ditha och familjen Tridenchthoniidae. Inga underarter finns listade i Catalogue of Life.